# Divisione della West Coast
La West Coast (lett. "costa occidentale") è una delle divisioni in cui è diviso il Gambia con 699.704 abitanti (censimento 2013). Il capoluogo è Brikama.

## Geografia antropica

### Suddivisioni amministrative
La divisione è suddivisa in 6 distretti:
- Foni Bintang-Karenai
- Foni Bondali
- Foni Brefet
- Foni Jarrol
- Foni Kansala
- Kombo Central
- Kombo East
- Kombo North/Saint Mary
- Kombo South